# Jalal Dabagh
Jalal Dabagh (kurdiska: Celal Debax, جه‌لال ده‌باغ), född 12 maj 1939 i Silêmanî i Irak, är en kurdisk politiker och författare/journalist och tidigare peshmerga-soldat. 
Jalal Dabagh föddes i staden Silêmanî i södra Kurdistan. Han är ett av nio barn, fem söner och fyra döttrar.
Jalal Dabagh fick sin grund- och gymnasieutbildning i Silêmanî, där han också utexaminerades från lärarhögskolan.  
Han har skrivit och översatt flertal böcker.
Under 1970-talet var han engagerad för en förändring av det kurdiska alfabetet från arabiskt skriftsystem till latinskt skriftsystem. Kurdiska språket tillhör den nordvästliga grenen av de iranska språken som i sig tillhör de indoeuropeiska språken, vilket därmed skrivs bäst på just latin. På grund av detta stängde irakiska regimen ner den tidning han var chefredaktör för (Bîrî Nwê), med argumentet att tidningen var antiarabisk.

## Verk
Jalal Dabagh har skrivit och översatt ett flertal böcker.

### Översättning
- "Kommunistiska manifestet"
Den första kurdiska översättningen av Kommunistiska manifestet, en av världens mest inflytelserika politiska böcker[1][2]. Publicerad: 1996 och 2001
- "Raparini Kurdan 1925"
Jalal Dabagh översatte Manvel Arsenovic Gasratjans "Kurdy Turcsii v novejsee vremja" (kurdiska: Raparini Kurdan 1925)[3]. "Raparini Kurdan 1925" handlar om upproret mot den turkiska ockupationen av Kurdistan 1925, ledd av Şêx Seîdê Pîran[4]. Publicerad: 2006
- "Karma"
Han har även översatt Diagnostics of Karma (se engelska Wikipedia) till kurdiska,[3] skriven av Sergey N. Lazarev. Boken behandlar själsliga terapiformer med fokus på karma. Publicerad: 2006
- "Wa Bahar Hat"
'En roman skriven av Haci Jindey, fritt översatt "Nu kommer våren".
- "Piyawêkî Nabîn"
Piyawêkî Nabîn (A Blind Man) är ett manuskript skrivet av Khalil Gibran
- "Tawawî Nûsînakanî Fahid"
Tawawî Nûsînakanî Fahid är de samlade verken av Yusuf Salman Yusuf, även känd som bara Fahid. Det översattes till kurdiska av Jalal Dabagh.

Publicerad: 2001.
Andra nämnvärda översättningar är Frihetens väg, om f.d. slavars liv under Rekonstruktionstiden, och Marxism Philosophy samt den första kurdiska översättning av Internationalen.

### Författare
- "Hacî Qadirî Koyî"
Fritt översatt "Hajji Kader från Koye". Publicerad: 2009.
- "Goranî Serkawtin"
Fritt översatt "Segerns sånger" är en samling dikter. Publicerad: 1998.
- "28 Estêre le Asmanî Nemrîda"
Fritt översatt "28 stjärnor på odödlighetens himmel". Publicerad: 1985.
- "La Dafterî Geshtekî Regay Jîanewe"
Fritt översatt "Dagbok från Livets väg". Publicerad: 1978.
- "Jîan û Tekoşanî Dîmitrov"
Fritt översatt "Dimitrovs liv och kamp", är om bulgariska kommunistledaren Georgi Dimitrov. Publicerad: 1973.